# Jack Swift
Jack Swift (nascido em 8 de agosto de 1985) é um atleta de paratriatlo australiano. Jogou futebol na época de escola. Representou a Austrália nos Jogos Paralímpicos de Verão de 2012 em Londres, na Inglaterra, onde disputou os 400 metros e os 4x100 metros do atletismo. Na ocasião, ele terminou sem medalhas.

## Ligações externas

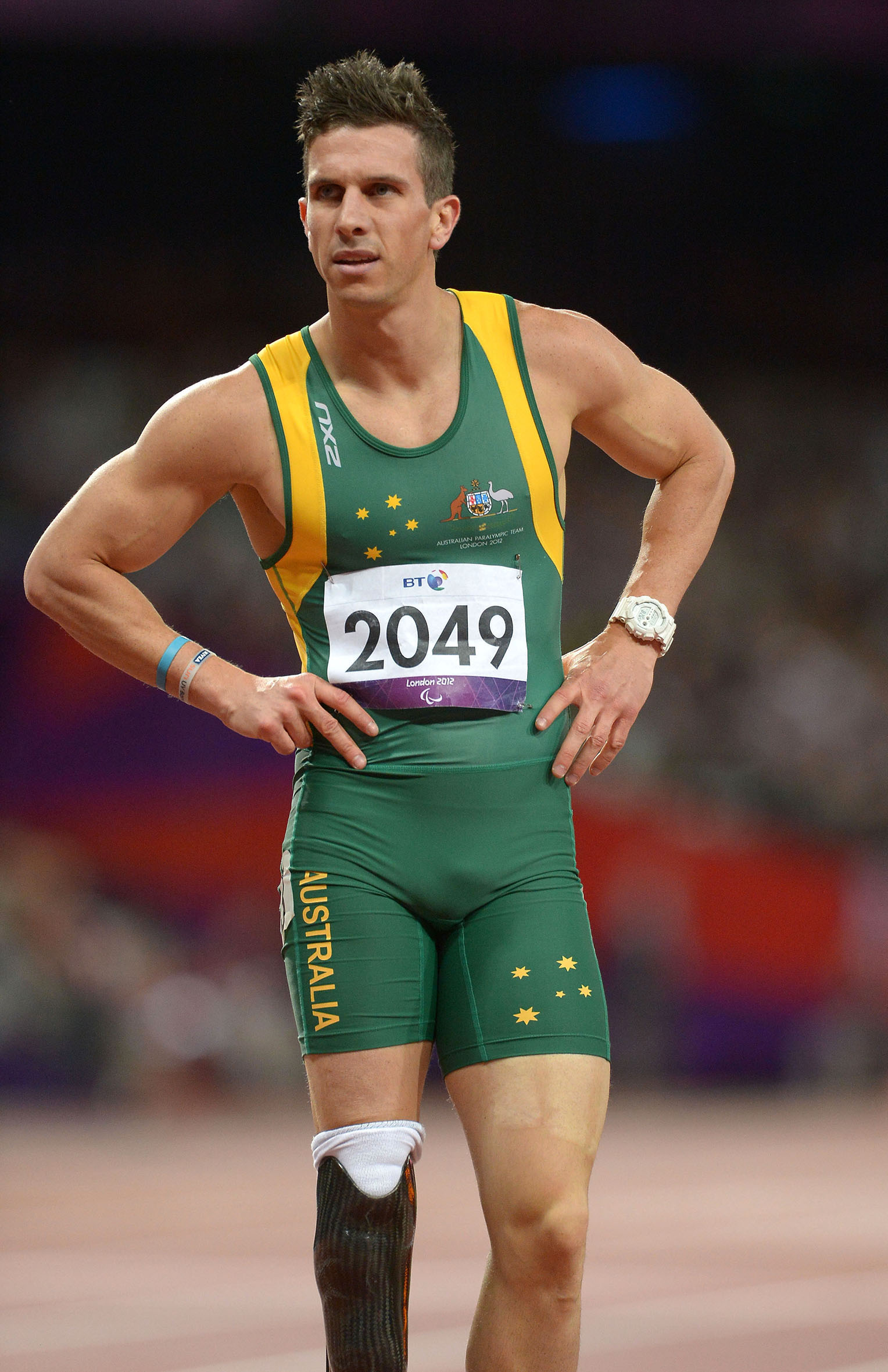
Swift durante a Olimpíada de Londres, em 2012.